# Ruanda-Urundi
Ruanda-Urundi 1916-1924 között belga fennhatóság alatt álló terület volt, amelyet az első világháború során Német Kelet-Afrika gyarmat területéből a belga gyarmati hadsereg foglalt el. 1924-ben a Népszövetség mandátumként Belgiumnak ítélte a területet, 1945-1962 között pedig az ENSZ nevében kormányozta azt. 1962-ben a függetlenség elnyerésekor két országra bomlott fel:  Ruanda és  Burundi.

## Történelme
A független Ruandai és Burundi Királyságokat a 19. század végén, a 20. század elején hódította meg Németország, az Afrikai Nagy Tavak vidékével együtt. Mivel a partvidéktől aránylag távol feküdt, a térségben csak minimális volt a német jelenlét.

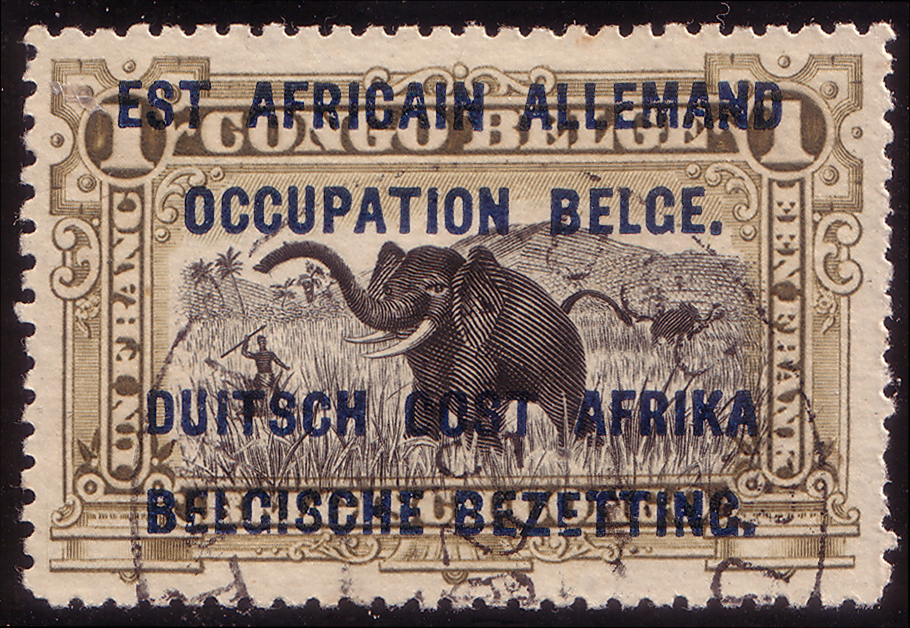
Belga-Kongói bélyeg, amelyet felülbélyegeztek, hogy az elfoglalt Német Kelet-Afrika területén használják.

Az első világháború során Német Kelet-Afrikát a szövetségesek megtámadták és 1916-ra Ruanda-Urundi területét a Belga-Kongó területéről kiinduló belga gyarmati hadsereg elfoglalta. A Versailles-i békeszerződés alapján a korábbi német gyarmat nagy része, Tanganyika néven, brit fennhatóság alá került, míg a legnyugatibb rész, amelyet hivatalosan "Belgium által megszállt kelet-afrikai terület"-nek hívtak, Belgium fennhatósága alá került. 1923. augusztus 31-én a Népszövetség hivatalos mandátumot adott Belgiumnak, hogy teljes ellenőrzést gyakoroljon a terület felett (bár katonai vagy haditengerészeti bázisokat nem építhetett ki.
A belga gyarmati közigazgatás jóval nagyobb hatást gyakorolt a területre, elsősorban a későbbi Ruanda területén. A népszövetségi mandátum alapján Belgiumnak ki kellett volna építeni, modernizálni a mandátuma alá eső területet. Azonban a Belga-Kongó területén korábban bevezetett gyakorlat alapján minden fejlesztést a gyarmati népeknek kellett finanszírozni, a gyarmati közigazgatás költségeinek fedezése után. Ruanda-Urundi bevételeit elsősorban a sokhelyütt termesztett kávé adta, emellett súlyos adóterheket vetettek ki a helyi lakosságra és kényszermunkára is igénybevették őket.
A belga gyarmati uralom lényegében a helyi előkelőkön alapult, akiket bevontak a terület igazgatásába: gyakorlatilag egy tuszi kisebbség irányította a lakosság nagy részét kitevő hutukat. A belga gyarmati közigazgatás a korra jellemző faji elméletek alapján meg volt győződve arról, hogy a tuszik magasabb rendűek, mint a hutuk. Míg a gyarmatosítás előtt a hutuk is beleszólhattak a terület irányításába, a németek, majd később a belgák alatt teljesen visszaszorultak. A gyarmati elnyomás és a közigazgatási túlkapások miatti feszültségek így a hutuk és a tuszik közötti egyre romló viszonyban jelentkeztek.
A Népszövetség felbomlása után névleg az ENSZ vette át Ruanda-Urundi fennhatóságát 1946-ban. Az ENSZ továbbra is meghagyta a belga közigazgatást, de elvben Belgiumnak a függetlenség elnyerésére kellett volna felkészíteni a helyieket - amihez, a belgák úgy vélték, még hosszú évtizedek kellenek.
A gyarmat függetlenségét lényegében sietve, a gyarmati rendszer felbomlásának melléktermékeként nyerte el. Az 1950-es években indult meg a kongói függetlenségi mozgalom, amelynek eredményeként 1960-ban megalakult a független Kongói Köztársaság (később Kongói Demokratikus Köztársaság). Elkapkodott előkészületek után Ruanda-Urundit a hagyományos határok mentén kettéosztották és 1962. július 1-jén létrejött a független Ruanda és Burundi. Azonban még két további év kellett, míg a két ország kormányzását sikerült teljesen kettéválasztani.

## Fordítás
- Ez a szócikk részben vagy egészben  a   Ruanda-Urundi című angol Wikipédia-szócikk ezen változatának fordításán alapul.  Az eredeti cikk szerkesztőit annak laptörténete sorolja fel. Ez a jelzés csupán a megfogalmazás eredetét és a szerzői jogokat jelzi, nem szolgál a cikkben szereplő információk forrásmegjelöléseként.